# سیارک ۲۱۰۱۶
سیارک ۲۱۰۱۶ (به انگلیسی: 21016 Miyazawaseiroku، نامگذاری:1988VA) بیست و یک هزار و شانزدهمین سیارک کشف شده‌است که در ۲ نوامبر ۱۹۸۸ کشف شد.